# Ніколас Бернс
Ніколас Бернс (англ. R. Nicholas Burns; нар. 28 січня 1956, Баффало, штат Нью-Йорк) — американський дипломат. Член Ради з міжнародних відносин і Тристоронньої комісії.

## Біографія
Закінчив Бостонський коледж (бакалавр мистецтв з історії, 1978) і Університет Джонса Гопкінса (магістр міжнародних відносин, 1980).
У 1990—1995 роках працював у Раді національної безпеки США.
У 1997—2001 роках посол США у Греції.
У 2001—2005 роках постійний представник США при НАТО.
У 2005—2008 роках заступник державного секретаря США з питань політики.
в даний час професор Гарвардського інституту державного управління ім. Джона Ф. Кеннеді.
Одружений з Елізабет, має трьох дочок: Сару, Елізабет, Керолайн.
Нагороджений орденом Хреста землі Марії 2-го класу (Естонія).